# Miss and Mrs. Sweden
Miss and Mrs. Sweden är en svensk komedifilm från 1969 i regi av Göran Gentele.

## Handling
För att driva upp omsättningen på magasinet Veckohatten beslutar sig ledningen att satsa hårt på skönhetstävlingen Miss Sweden. Filmen följer ett flertal personer på tidningen, främst direktör Rulle Binn som leder både tidningen och sitt företag "Dopptvål", den förvirrade chefredaktören Leif Mix, den dugliga sekreteraren Eivor samt "Porr-Persson" som förser tidningen med nakenfotografier. Samtidigt får tittaren också följa ett flertal av deltagarna, varav en tillhör ett kommunistiskt kollektiv i en miljonvilla i Djursholm och försöker sabotera tävlingen eftersom den anses vara sexistisk. Ett flertal andra deltävlare, som arbetartjejen Emma, porrkungsdottern Anette med flera, ges också stort utrymme.

## Om filmen
Miss and Mrs. Sweden regisserades av Göran Gentele. Filmen är en politisk satir som istället för att ta någon ståndpunkt driver med alla politiska läger och samhällsgrupper. Den hade premiär på biograf Saga vid Kungsgatan i Stockholm den 21 december 1969. Filmen har visats vid ett flertal tillfällen i SVT, bland annat 1988, 1994, 1997, i april 2021, i juli 2023 och i juli 2025.

## Rollista
- Jarl Kulle – Leif Mix, chefredaktör
- Sven Lindberg – Rulle Binn, direktör
- Gunn Wållgren – Rose Persson-Silvergrå
- Meg Westergren – Eivor, sekreterare
- Per Oscarsson – Jonne, arbetare
- Margareta Sjödin – Sylvia Appelsten, misskandidat
- Gaby Stenberg – grevinnan
- Stig Grybe – jurymedlem
- Lennart Swahn – jurymedlem
- John Harryson – Daniel Persson-Silvergrå, porrförläggare
- Wivian Öiangen – Anette Persson-Silvergrå, Daniels dotter
- Erik Hammar – Lufsen
- Bruno Wintzell – Hasse, Leifs son
- Cia Löwgren – Emma Modig, Jonnes dotter
- Öllegård Wellton – Olga, Jonnes före detta hustru
- Claire Wikholm – Edit, Jonnes nya kvinna
- Christina Carlwind – Annika
- Lil Terselius – Eva
- Jan Öqvist – Rolle
- Carl Billquist – Dick Lönn, flickuppköpare
- Arne Tyrén – Knodde, vit slavhandlare
- Lissi Alandh – fru Binn
- Arne Källerud – Åke, lodare
- Gösta Prüzelius – Randberg, kriminalkonstapel
- Annelie Alexandersson – Ex Miss Sweden

## DVD
Filmen gavs ut på DVD 2016.